# Schwelle (Geomorphologie)
Schwellen (auch Rücken genannt) im Sinne der Geomorphologie sind Erhebungen der Erdoberfläche. Sie können über oder unter dem Meeresspiegel verlaufen; sie erheben sich also auf den Kontinenten, auf Inseln oder im Weltmeer.

## Schwellen auf dem Land
Schwellen, die auf dem Land bzw. auf den Kontinenten liegen, sind oft weit ausgedehnte Landschaften, die sich teils zu Gebirgen aufgefaltet haben bzw. weiterhin auffalten. Dabei können mächtige Kontinentalplatten aneinander stoßen, so dass durch die dabei auftretenden tektonischen Kräfte die Schwellen entstehen; begleitet wird dies vielerorts von Vulkanismus (siehe als Beispiel hierzu etwa Zentralafrikanische Schwelle). An ihren Rändern fallen diese oberirdischen Schwellen teils in die den Kontinentalschelfen vorgelagerten Meere ab, oder sie grenzen an oberirdische Depressionen, Becken und/oder (Fluss)-Niederungen; teils gehen sie aber auch in Hochländer oder Gebirge über.
Beispielsweise gibt es diese auf dem Land liegenden Schwellen (alphabetisch sortiert):

### Afrika
Die fünf großen afrikanischen Schwellen sind, neben der Oberguineaschwelle,
folgende quasi rechteckig um das Kongobecken angeordneten vier Schwellen:
- Lundaschwelle (als südliche Begrenzung)
- Niederguineaschwelle (als westliche Begrenzung)
- Nordäquatorialschwelle (Asandeschwelle) (als nördliche Begrenzung)
- Zentralafrikanische Schwelle (als östliche Begrenzung)

Weitere afrikanische Schwellen:
- Mittelsaharische Schwelle
- Südafrikanische Randhochschwelle (Große Randstufe)

### Asien
Beispiele für Schwellen in Asien
- Kasachische Schwelle

## Schwellen bzw. Rücken im Meer

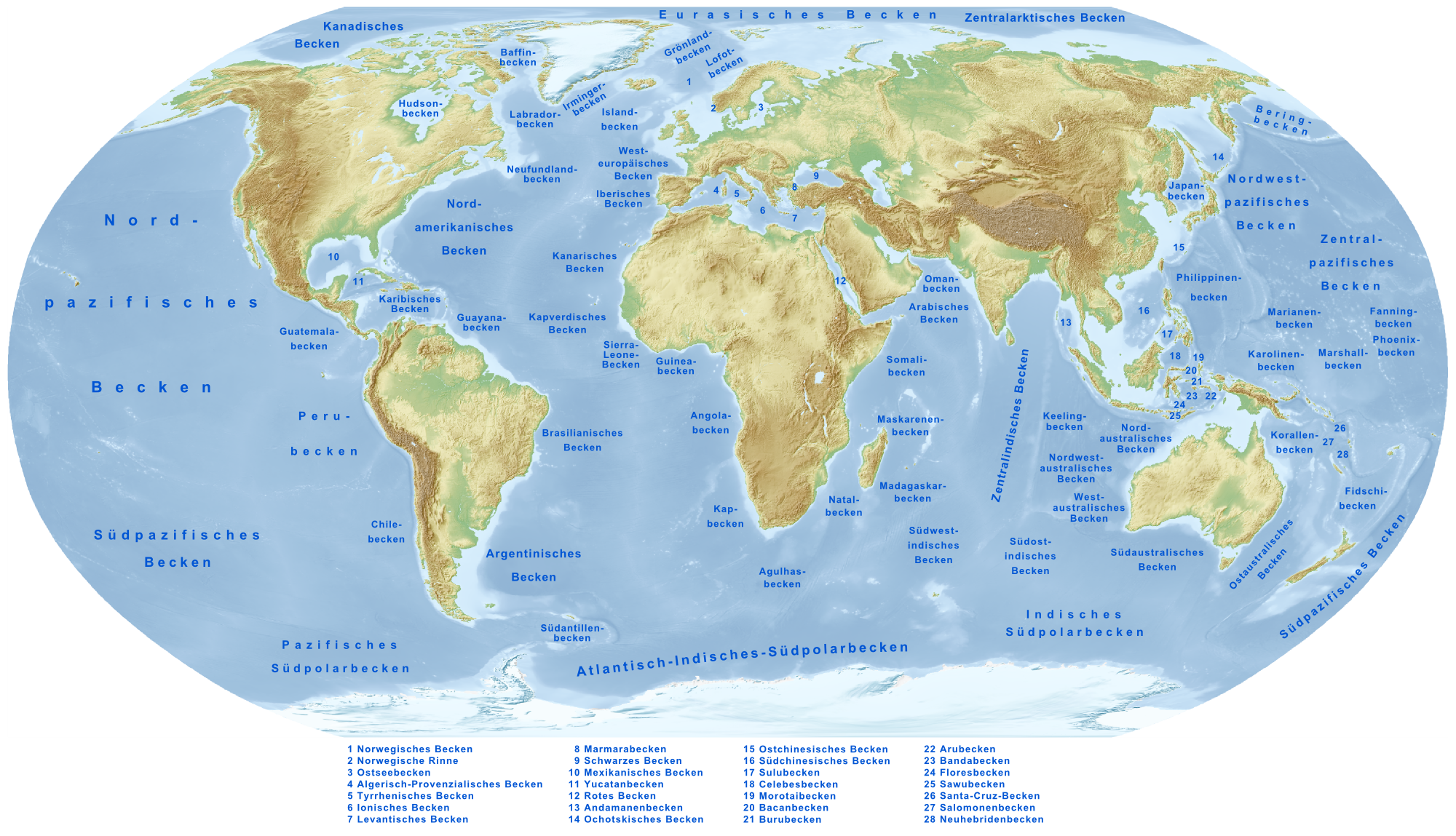
Karte der weltweiten Seebecken

Schwellen des Meeresbodens werden Meeresrücken genannt. Insbesondere die jeweiligen Hauptrücken der einzelnen Ozeane, die mittelozeanischen Rücken. Auf der Erde umfassen diese Rücken insgesamt rund 70.000 km Länge. Sie sind meist lang gezogene Gebirgszüge. Ihre Bildung dauert vielerorts auf der Erde noch an.
Meeresrücken entstehen vorwiegend durch Bildung neuer Ozeankruste an Grabenbrüchen, sogenannten „Riftzonen“. Im Gegensatz dazu werden viele Gebirge auf dem Festland durch den Zusammenstoß von Kontinentalplatten gebildet. In den Scheitelregionen der mittelozeanischen Rücken bilden sich oftmals Grabenbrüche, aus denen vielerorts Magma empor steigt, das als Lava in das Meereswasser einquillt und erstarrt. Die dadurch entstehenden Rücken erheben sich teilweise bis zu 3.000 m über den Meeresboden, sodass ihre Gipfel über die Meeresoberfläche hinaus ragen. Ein gutes Beispiel hierfür ist Island, wo die Nordatlantische Schwelle (aus Richtung Süden betrachtet) erst über die Erdoberfläche der Insel ansteigt und dann als Gebirgskamm quer durch Island verläuft, um danach wieder in den Tiefen des Europäischen Nordmeeres zu versinken.
Nicht ganz so weit verbreitet sind Rücken als Folge von Plattentektonik. Dabei stoßen an untermeerischen Kollisionszonen entweder nur ozeanische Platten oder ozeanische und Kontinentalplatten aufeinander. Die vor den hier entstehenden Subduktionszonen entstehenden Schwellen steigen infolge von vulkanischen Vorgängen in der Regel geologisch rasch über den Meeresspiegel auf.
Beispiele für im Ozean und seinen Rand- bzw. Nebenmeeren liegende Schwellen bzw. Rücken (alphabetisch sortiert):

### Arktischer Ozean
Schwellen bzw. Rücken im Nordpolarmeer (Arktischer Ozean) sind:
- Fletcherrücken (zwischen dem Zentralarktischen Becken im Norden, der Ellesmere-Insel im Osten, dem Kanadischen Becken im Süden und der Nahtstelle des Kanadischen- und des Zentralarktischen Beckens im Westen)
- Gakkelrücken (nördliche Fortsetzung des Nordatlantischen Rückens; teilt das Eurasische Becken in das nördliche Amundsenbecken und das südliche Nansenbecken[1][2])
- Lomonossow-(Harris)-schwelle (zwischen dem Geographischen Nordpol und dem Eurasischen Becken im Norden, Grönland im Osten, dem Zentralarktischen Becken im Süden und den Neusibirischen Inseln im Westen)
- Ostsibirische Schwelle (zwischen der Nahtstelle des Kanadischen- und des Zentralarktischen Beckens im Norden, der etwa parallel verlaufenden Tschuktschenschwelle im Osten, der Wrangelinsel im Süden, der Ostsibirischen See im Südwesten und den Neusibirischen Inseln im Westen)
- Tschuktschenschwelle (zwischen dem Kanadischen Becken im Norden und Osten, der Tschuktschensee im Süden, der Wrangelinsel im Südwesten und der etwa parallel verlaufenden Ostsibirischen Schwelle im Westen)

### Atlantischer Ozean
Schwellen bzw. Rücken im Atlantik sind:
- Atlantisch-Indischer Rücken (zwischen dem Südausläufer des Kapbeckens und der Kapschwelle im Norden, dem Agulhasbecken im Nordosten, der Crozetschwelle im Osten, dem Atlantisch-Indischen Südpolarbecken im Südosten, Süden und Südwesten und dem Südausläufer des Südatlantischen Rückens im Westen und Nordwesten)
- Azorenschwelle (zwischen dem Iberischen Becken im Norden, Südwest-Portugal und Südwest-Spanien im Osten, Madeira im Süden, dem Kanarischen Becken im Südwesten und dem Nordatlantischen Rücken im Westen; an der Nahtstelle der Azorenschwelle und der zuletzt genannten Schwelle befinden sich die Azoren)
- Biscayaschwelle (zwischen dem Westeuropäischen Becken im Norden, Nordwest-Spanien und Nord-Portugal im Osten, dem Iberischen Becken im Süden und dem Nordatlantischen Rücken im Westen)
- Falkland-Landstufe (siehe Falklandrücken)
- Falklandrücken (auch Falkland-Landstufe genannt; zwischen dem Argentinischen Becken im Norden und dessen Südausläufer (hinter dem sich die Südgeorgienschwelle anschließt) im Osten, dem Scotiarücken im Süden und den Falklandinseln im Westen)
- Färöer-Island-Rücken (diesem sind nordwestlich vor Kopf Island, mittig Färöer, und südöstlich Schottland vorgelagert; zwischen dem Norwegischen Becken im Nordosten, der Shetlandschwelle im Südosten, dem Islandbecken im Südwesten und Island im Nordwesten)
- Guineaschwelle (zwischen dem Guineabecken im Nordwesten und Norden, São Tomé und Príncipe im Nordosten, dem Angolabecken im Osten und Südosten, St. Helena im Süden und dem Südatlantischen Rücken im Westen)
- Jan-Mayen-Schwelle (zwischen Jan Mayen und der Jan-Mayen-Bruchzone im Norden, dem Norwegischen Becken im Osten und dem Isländischen Plateau im Westen)
- Kanarenschwelle (sie zerteilt das Kanarische Becken in zwei ungleich große Teile; zwischen dem Nordatlantischen Rücken im Westen und den Kanaren und der Demokratischen Arabischen Republik Sahara in Afrika im Osten)
- Kapschwelle (Trennglied von Atlantik und Indik: zwischen dem Kap der Guten Hoffnung in Südafrika im Norden, dem Agulhasbecken im Osten, dem Atlantisch-Indischen Südpolarbecken im Süden, dem Südausläufer des Südatlantischen Rückens im Südwesten und dem Kapbecken im Westen und Nordwesten)
- Kapverdenschwelle (mit den Kapverden; zwischen dem Kanarischen Becken im Norden, Mauretanien und Senegal in Afrika im Osten, dem Kapverdischen Becken im Süden und dem Nordatlantischen Rücken im Westen)
- Knipovich-Rücken (vom Mohn-Knipovich-Bogen, dem Übergang zum Mohn-Rücken, im Süden bis vor Spitzbergen zur Molloy-Störungszone, Teil des Nordatlantischen Rückens)
- Kolbeinsey-Rücken (von Island im Süden bis Jan Mayen im Norden, teilt das Isländische Plateau, gehört zum Nordatlantischen Rücken)
- Liberiaschwelle (zwischen dem Sierra-Leone-Becken im Nordwesten, Liberia im Nordosten, dem Guineabecken im Osten und dem Nordende des Südatlantischen Rückens im Süden)
- Mohn-Rücken (von der Jan-Mayen-Bruchzone im Südwesten zum Mohn-Knipovich-Bogen im Nordosten, der den Übergang zum Knipovich-Rücken markiert), Teil des Nordatlantischen Rückens
- Mittelatlantischer Rücken (zentraler Rücken im Atlantik, der den Ozean in West- und Osthälfte teilt; durch den bis 7.730 m tiefen Romanchegraben wird er am Äquator in den Nordatlantischen- und den Südatlantischen Rücken geteilt)
- Nordatlantischer Rücken (der Nordteil des Mittelatlantischen Rückens; mit Jan Mayen, Island im Norden, Westeuropa und Nord-Afrika und deren vorgelagerten Becken und Schwellen im Osten, dem Südatlantischen Rücken im Süden und Nord- und Mittelamerika sowie dem Nordosten von Südamerika und deren vorgelagerten Becken und Schwellen im Westen)
- Paraschwelle (zwischen dem Südausläufer des Nordatlantischen Rückens im Norden und Osten, dem Brasilianischen Becken im Südosten, Nordost-Brasilien im Südwesten und dem Guayanabecken im Nordwesten)
- Reykjanesrücken (zwischen Island im Nordosten, dem Islandbecken im Osten, dem Nordatlantischen Rücken, zu welcher der Reykjanesrücken gehört, im Süden und dem Labradorbecken im Westen)
- Rio-Grande-Schwelle (zwischen dem Brasilianischen Becken im Norden, dem Südatlantischen Rücken im Osten, dem Argentinischen Becken im Süden und Südamerika im Westen)
- Scotiarücken (zwischen dem Falklandrücken und einem kleinen Südausläufer (an dem sich östlich die Südgeorgienschwelle anschließt) des Argentinischen Beckens im Norden, dem Süd-Sandwich-Graben im Osten dem Südantillenbecken im Süden, Feuerland an der Südspitze von Südamerika im Westen und den Falklandinseln im Nordwesten; auf der Schwelle liegt Südgeorgien)
- Sierra-Leone-Schwelle (zwischen Guinea und Sierra Leone im Nordosten, dem Sierra-Leone-Becken im Südosten, dem Südausläufer des Nordatlantischen Rückens im Südwesten und dem Kapverdischen Becken im Nordwesten)
- Südantillenrücken (siehe Scotiarücken)
- Südatlantischer Rücken (der Südteil des Mittelatlantischen Rückens; deren südliches in West-Ost-Richtung verlaufendes Ende wird Atlantisch-Indischer Rücken genannt; mit Ascension, Tristan da Cunha, Gough und Bouvet; zwischen Afrika und dessen vorgelagerten Becken und Schwellen im Norden und Osten, dem Atlantisch-Indischen-Südpolarbecken im Süden und Südamerika und dessen vorgelagerten Becken und Schwellen im Westen)
- Südgeorgienschwelle (zwischen dem Argentinischen Becken im Nordwesten, dem Südatlantischen Rücken im Nordosten, der parallel verlaufenden Süd-Sandwich-Schwelle im Südosten und Südgeorgien im Südwesten)
- Süd-Sandwich-Schwelle [zwischen der parallel verlaufenden Südgeorgienschwelle im Nordwesten, dem Südatlantischen Rücken im Nordosten, dem Atlantisch-Indischen-Südpolarbecken im Südosten und Süden und den Südsandwichinseln hinter dem bis 8.264 m tiefen Süd-Sandwich-Graben im Westen]
- Trindadeschwelle (mit den Inseln Trindade und Martim Vaz; sie zerteilt das Brasilianische Becken in zwei ungleich große Teile; zwischen dem Südatlantischen Rücken im Osten und Südamerika im Westen)
- Walfischrücken (zwischen dem Angolabecken im Nordwesten und Norden, Namibia im Nordosten, dem Kapbecken im Osten und Südosten und dem Südatlantischen Rücken im Südwesten)

### Indischer Ozean
Schwellen bzw. Rücken im Indik sind:
- Atlantisch-Indischer Rücken (siehe obig unter Atlantik)
- Bengalische Schwelle (zwischen dem Golf von Bengalen im Norden, dem Keelingbecken im Osten, dem Nordwestaustralischen Becken im Südosten, dem K XVIII-Rücken im Süden und dem Zentralindischen Becken im Westen)
- Carlsbergrücken (siehe Nordwestindischer Rücken)
- Crozetschwelle (mit Crozet und Prinz-Edward-Inseln; zwischen dem Madagaskarbecken im Norden, dem Südwestindischen Becken im Nordosten, dem Atlantisch-Indischen-Südpolarbecken im Süden, der Nahtstelle der beiden eben genannten Seebecken im Osten, dem Agulhasbecken im Westen und dem Natalbecken im Nordwesten)
- Kapschwelle (siehe obig unter Atlantik)
- Kerguelen-Gaußberg-Rücken (auf diesem liegen im Nordwesten die Kerguelen und etwa in seinem Zentrum die Heard-Insel; zwischen dem Zentralindischen Rücken im Norden, dem Südindischen Rücken im Osten, dem Indischen-Südpolarbecken im Südosten, Antarktika (mit dem Gaußberg) im Süden, dem Atlantisch-Indischen-Südpolarbecken im Westen, dem Südwestindischen Becken im Nordwesten und der Nahtstelle der beiden zuletzt genannten Seebecken im Westen)
- K XVIII-Rücken (zwischen dem Nordwestaustralischen Becken im Norden und Nordosten, dem Südostindischen Becken im Südosten und Süden, der Nahtstelle der beiden eben genannten Seebecken im Osten, dem Zentralindischen Rücken im Westen und dem Zentralindischen Becken im Nordwesten)
- Macquarieschwelle (zwischen dem Sudaustralischen Becken im Nordwesten und Norden, der Tasmanschwelle im Osten, der Antarktis im Südosten, dem Indischen Südpolarbecken im Süden und Südwesten und dem Südindischen Rücken im Westen)
- Maskarenenrücken (mit den Maskarenen und dem Nordost-Ende der Seychellen; zwischen dem Somalibecken im Norden, dem Zentralindischen Rücken im Osten, dem Madagaskarbecken im Süden und dem Maskarenenbecken im Westen)
- Nordwestindischer Rücken (auch Carlsbergrücken genannt; zwischen Sokotra im Nordwesten, dem Arabischen Becken im Nordosten und Osten, der Zentralindischen Schwelle im Süden und dem Somalibecken im Westen)
- Südindischer Rücken (zwischen dem Südostindischen Becken im Norden, dem Südaustralischen Becken im Nordosten, der Macquarieschwelle im Osten, dem Indischen Südpolarbecken im Südosten und Süden, dem Kerguelen-Gaußberg-Rücken im Südwesten und dem Zentralindischen Rücken im Nordwesten)
- Tasmanschwelle (Trennglied von Indik und Pazifik; zwischen Tasmanien im Norden, dem Ostaustralischen Becken im Nordosten, der Antarktis im Süden, der Macquarieschwelle Südwesten und Westen und dem Südaustralischen Becken im Nordwesten)
- Tschagosrücken (mit Lakshadweep, Malediven und Tschagos; zwischen der Westküste von Indien im Nordosten, dem Zentralindischen Becken im Osten, dem Zentralindischen Rücken im Süden und dem Arabischen Becken im Westen)
- Zentralindischer Rücken (mit Nouvelle Amsterdam und der Sankt-Paul-Insel; zwischen Tschagos an der Nahtstelle vom Nordwestindischen Rücken und dem Tschagosrücken im Norden, dem Zentralindischen Becken im Osten, dem Südindischen Rücken im Südosten, dem Kerguelen-Gaußberg-Rücken im Süden, dem Südwestindischen Becken im Südwesten, dem Madagaskarbecken und dem Maskarenenrücken mit den Maskarenen im Westen und dem Somalibecken im Nordwesten)

### Mittelmeer
- Gibraltarschwelle (eine Schwelle unterhalb des Meeresspiegels in der Straße von Gibraltar. Sie trennt das Alborán-Meer, den westlichen Teil des Mittelmeeres, vom Golf von Cádiz im Atlantischen Ozean)
- Mediterraner Rücken (durchzieht nahezu das gesamte östliche Mittelmeer von Kalabrien bis Zypern; trennt das Ionische Becken im Südwesten vom Levantinischen Becken im Südosten; wird im Norden durch den Hellenischen Trog begrenzt)
- Sizilien-Malta-Schwelle (zwischen Sizilien und Malta bzw. Nordafrika; trennt den westlichen vom östlichen Teil des Mittelmeeres, die hier über die Straße von Sizilien in Verbindung stehen)

### Ostsee
- Darßer Schwelle (zwischen Darß und Falster/Møn; sie trennt die Ostsee in einen salzhaltigeren Westteil und den salzärmeren Ostteil)

### Pazifischer Ozean
Schwellen bzw. Rücken im Pazifik sind:
- Fanningrücken (mit Palmyra, Fanning und der Kiritimati; zwischen dem Nordpazifischen Becken im Norden, Westen und Südwesten und dem Zentralpazifischen Becken im Osten, Südosten und Süden)
- Fidschirücken (mit Fidschi; zwischen Fidschi im Norden, dem Kermadec-Tonga-Rücken im Osten und Süden, dem Fidschibecken im Südwesten und Westen)
- Galapagosschwelle (mit den Galapagos-Inseln; zwischen dem Zentralpazifischen Becken im Nordwesten und Westen, Panama im Nordosten, dem Nordwesten von Südamerika im Osten, dem Perubecken im Süden und dem Ostpazifischen Rücken im Südwesten)
- Hawaiirücken (mit Hawaii und Midway; innerhalb des Nordpazifischen Beckens und südöstlich des Nordwestpazifischen Rückens)
- Imperatorrücken (siehe Nordwestpazifischer Rücken)
- Hunterschwelle (teilt das Fidschibecken in Nord- und Süd-Fidschibecken; zwischen Neukaledonien im Westen und Fidschi im Osten)
- Juan-Fernández-Rücken (mit Juan-Fernández-Inseln und San Félix; zwischen dem Chilebecken im Norden, dem bis 8.064 m tiefen 'Atacamagraben vor der Küste von Südamerika im Osten, dem Ostausläufer der Osterschwelle im Süden und dem Perubecken im Westen und Nordwesten)
- Juan-de-Fuca-Rücken westlich von Vancouver Island.
- Kermadec-Tonga-Rücken (mit Kermadec und Tonga; zwischen den äußersten Südwest-Ausläufern des Nordpazifischen Beckens im Norden, dem Südpazifischen Becken hinter dem bis 10.047 m tiefen Kermadecgraben und dem bis 10.882 m tiefen Tongagraben im Osten, der Nordinsel von Neuseeland im Süden, dem Fidschibecken im Südwesten und dem Fidschirücken im Westen)
- Marcus-Necker-Rücken (mit der Marcus- und Wakeinsel; zwischen dem Nordpazifischen Becken im Norden und Osten, dem Marianenbecken im Süden und dem Marianengraben im Westen)
- Nazcaschwelle (auch Westchilenischer Rücken genannt; mit den Desventuradas-Inseln; zwischen dem Perubecken im Westen und Nordwesten, dem Perugraben im Norden und dem Chilebecken im Osten und Süden)
- Neuguineaschwelle (dieser ist südlich vor Kopf Neuguinea vorgelagert; sie zerteilt das Karolinenbecken in zwei ungleich große Teile; zwischen den Karolinen im Norden und Neuguinea im Süden)
- Neuhebridenrücken (mit Vanuatu und den Santa-Cruz-Inseln; zwischen den Südwest-Ausläufern des Nordpazifischen Beckens im Norden, dem Fidschibecken im Osten, dem Neuhebridenbecken im Süden und Südwesten und den Salomon-Inseln im Nordwesten)
- Neukaledonische Schwelle (mit der Norfolkinsel; zwischen Neukaledonien im Norden, dem Fidschibecken im Osten, der Nordinsel von Neuseeland im Südosten und der parallel verlaufenden Neuseelandschwelle im Westen; der Südteil dieser Schwelle, der zwischen der Norfolkinsel und der Nordinsel von Neuseeland liegt heißt Norfolkschwelle)
- Neuseelandschwelle (zwischen dem Korallenbecken im Nordwesten, der parallel verlaufenden Neukaledonische Schwelle im Osten, der Südinsel von Neuseeland im Südosten und dem Ostaustralischen Becken im Südwesten und Westen)
- Nordwestpazifischer Rücken (auch Imperatorrücken genannt; zwischen den Aleuten hinter dem bis 7.678 m tiefen Aleutengraben im Norden, dem Nordpazifischen Becken im Osten, dem Hawaiirücken im Südosten, dem Marcus-Necker-Rücken im Süden und dem Nordwestpazifischen Becken im Westen)
- Norfolkschwelle (der Südteil der Neukaledonischen Schwelle – siehe dort)
- Ostpazifische Längsschwelle (siehe Ostpazifischer Rücken)
- Ostpazifischer Rücken (auch Ostpazifische Längsschwelle genannt; zwischen der Galapagosschwelle im Nordosten, dem Perubecken im Osten, der Osterschwelle im Südosten, dem Südpazifischen Becken im Westen und dem Zentralpazifischen Becken im Nordwesten)
- Süd-Honshu-Rücken (mit Izu-Inseln; zwischen der japanischen Insel Honshū im Norden, dem Nordwestpazifischen Becken hinter dem bis 10.554 m tiefen Japangraben im Osten und dem Philippinenbecken Süden, Südwesten und Westen)
- Südpazifische Querschwelle (siehe Südpazifischer Rücken)
- Pazifisch-Antarktischer Rücken (auch Südpazifische Querschwelle; zwischen dem Südpazifischen Becken im Nordwesten und Norden, dem Ostpazifischen Rücken im Nordosten, dem Pazifisches Südpolarbecken im Südosten und Süden und der Antarktis im Südwesten)
- Tasmanschwelle (siehe obig unter Indik)
- Westchilenischer Rücken (siehe Nazcaschwelle)

### Südlicher Ozean
Im Südlichen Ozean, also im Südpolarmeer bzw. jenseits des 60. südlichen Breitengrads liegen jeweils die Ausläufer dieser Schwellen und Rücken, die in Richtung Norden in den Atlantik, Indik bzw. Pazifik übergehen:
- Kerguelen-Gaußberg-Rücken (Südostausläufer; siehe obig unter Indischer Ozean)
- Südpazifischer Rücken (Südwestteil; siehe obig unter Pazifischer Ozean)